# Campi Hobbit
I Campi Hobbit sono state delle manifestazioni organizzate dal Fronte della Gioventù, organizzazione giovanile di estrema destra del Movimento Sociale Italiano, fra il 1977 ed il 1981. Gli ispiratori dei campi furono Marco Tarchi, Umberto Croppi, Giampiero Rubei e Generoso Simeone, che cominciarono ad elaborare teorie "movimentiste", più vicine alla realtà giovanile contemporanea di quanto non fosse il tradizionalismo evoliano.

## Origini
Di Campi Hobbit ufficiali se ne tennero quattro, anche se in seguito la denominazione fu usata molte altre volte nel corso degli anni novanta, spesso con numerazioni di fantasia che nascevano dalla pretesa di creare una continuità con i primi.

### Denominazione
Viene chiamato Campo Hobbit, perché lo Hobbit è uno dei protagonisti del mondo fiabesco e mitologico che anima i racconti di J. R. R. Tolkien, lo scrittore inglese autore della saga de Il Signore degli Anelli. Tolkien dalla fine dei sessanta, sull'onda di un'appropriazione in chiave neofascista e tradizionalista della sua produzione letteraria ad opera di Elémire Zolla, diventa per i giovani missini un punto di riferimento mitopoetico e simbolico degli anni settanta. E sempre sul filone evoliano-mitologico occorre inserire il nuovo simbolo dei giovani missini: la croce celtica. Dei primi tre campi, esiste una documentazione fotografica e filmata di Ferdinando Parisella e una solo fotografica di Lidio Aramu.

### Premesse
L'irruzione di Pino Rauti nel mondo giovanile missino coincide con il movimento del '77. Siamo in epoca di compromesso storico, il Pci da nume tutelare diventa improvvisamente un nemico per molti giovani extraparlamentari. Nascono le istanze ribellistiche, anarchiche, creative e genericamente rivoluzionarie nelle scuole superiori e nelle università. Nascono le radio libere, proliferano i concerti ed i raduni, emerge il fenomeno degli Indiani metropolitani, che di marxista ha ben poco.
In questo contesto nasce il fenomeno, ispirato dall'ambiente rautiano, dei "Campi Hobbit" e della cosiddetta Nuova Destra. Su La voce della fogna, il giornale satirico e autoironico fondato da Marco Tarchi, nell'aprile del 1977 viene dato l'annuncio.
Nella storia della Destra giovanile del dopoguerra, i "campi" erano sempre stati una costante. Già negli anni immediatamente successivi al conflitto mondiale, si ricordano i campi estivi coordinati, con stile militaresco dall'allora responsabile della Giovane Italia, Roberto Mieville. I "Campi scuola" del Fronte della Gioventù e del FUAN erano un appuntamento annuale e molti dei partecipanti al primo Campo Hobbit li avevano già frequentati. La loro qualità però era completamente diversa in quanto riservati ai soli dirigenti dell'organizzazione, quasi sempre "ingessati" e si svolgevano all'interno di un albergo e il cui calendario era rigidamente scandito dall'alternarsi dei vari "gruppi studio" delle relazioni di anziani dirigenti con rito finale del saluto al segretario del partito.

## I Campi

### Il primo campo, 1977
Il Campo Hobbit che si doveva tenere il 28/29 maggio si tiene per motivi organizzativi dall'11 al 12 giugno 1977 a Montesarchio, in provincia di Benevento, organizzato dal leader locale missino, Generoso Simeone. L'idea era quella di radunare dei militanti per mettere in comune delle iniziative "metapolitiche" che serpeggiavano da qualche anno nell'ambiente: musica, radio, grafica e temi sociali quali disoccupazione, condizione della donna ed ecologismo, che non erano normalmente trattati dal partito. In questo campo, fra il tradizionale campo paramilitare ed il festival giovanile, a farla da padrone è il nuovo simbolo della croce celtica, riprodotta su magliette, poster ed adesivi. Addirittura viene tentata, con successo, una croce celtica umana. Tra i gruppi a suonare in concerto vi sono tra gli altri gli Amici del Vento, La Compagnia dell'Anello, Roberto Scocco e gli Janus di Roma (il primo gruppo rock di destra).

### Il secondo campo, 1978
Il secondo campo si tiene a Fonte Romana di Pacentro, in Abruzzo, dal 23 al 25 giugno 1978. Rispetto all'anno precedente viene girato anche un film sull'avvenimento che farà ben presto il giro delle sezioni di tutta Italia. 
È forse il raduno meno riuscito, nato per iniziativa ufficiale del Fronte della Gioventù nel suo insieme, che tenta di togliere a Rauti l'egemonia del mondo giovanile. È un campo frutto di lottizzazioni e compromessi correntizi. La musica resta comunque l'elemento qualificante, e si esibiscono in concerto, tra gli altri, Fabrizio Marzi, Renato Colella, La Compagnia dell'Anello, gli Janus ed esordisce musicalmente in via ufficiale Massimo Morsello detto Massimino.

### Il terzo campo, 1980
Il terzo Campo Hobbit si tiene dal 16 al 20 luglio 1980 a Castel Camponeschi sempre in Abruzzo, in un vecchio borgo disabitato. La Musica alternativa di destra come veniva chiamata all'epoca, vede tra i numerosi interpreti e gruppi che si esibiranno in quei giorni il gruppo storico de La Compagnia dell'Anello e il francese Jack Marchal con il suo album Science et Violence.

### Il quarto campo, 1981
Il quarto campo ebbe una natura radicalmente differente dai precedenti essendo associato ad una spedizione di soccorsi patrocinata e indetta dal settimanale Linea di Pino Rauti e da "Radio Alternativa, preceduta da una raccolta di beni di prima necessità a cura delle sezioni "rautiane" del MSI di Roma organizzata da Teodoro Buontempo, Giampiero Rubei, Antonello Ferdinandi e Umberto Croppi" alla guida di un numeroso gruppo di militanti giovanili del MSI in seguito al terremoto dell'Irpinia del 1980 non avendo natura di festa e privo di musica, ebbe soprattutto il valore di un momento di compattamento umano per i giovani dell'MSI. Tra l'altro fu in quella occasione che il futuro Sindaco di Roma Gianni Alemanno conobbe la moglie Isabella Rauti.

### I successivi Campi Hobbit
La formula "Campo Hobbit" fu particolarmente fortunata e venne utilizzata anche in seguito da varie organizzazioni, seppur su questo uso ci siano state polemiche, in quanto solo i primi quattro Campi Hobbit hanno un carattere comunitario, mentre questi avranno soprattutto l'esigenza del lucro. Negli anni ottanta in particolare furono utilizzate formule diverse, come "Raduni della Contea" a Roma, "Nerolandia", "Campo Nord" e "Campo Sud".
- Vale la pena di citare un 5° Campo Hobbit " "HOBBIT 5° - Le radici profonde non gelano mai" tenutosi nel Castello di Santa Severa dal 12 al 15 settembre 1991.[4]
- Nel 1993 Si è tenuto a Roma nei Giardini di Castel Sant'Angelo un "Hobbit'93",[5] che ai campi Hobbit si rifaceva ma di cui non pretese di prendere la denominazione.
- Un successivo "Campo Hobbit - Festa Nazionale dei Giovani del Movimento Sociale - Fiamma Tricolore" avvenuto nell'ottobre 1995, in Piazza Vittorio Emanuele a Chieti, nonostante i tentativi da parte di alcuni parlamentari di sinistra di bloccare l'iniziativa.

La città abruzzese viene scelta perché l'allora amministrazione comunale era guidata dal 1993 dal MSI, con il sindaco Nicola Cucullo, che non aveva nemmeno aderito ad AN ma alla Fiamma Tricolore, che in più occasioni si è pubblicamente dichiarato fascista.
Smentendo i paventati timori, la manifestazione si svolge in un clima di assoluta tranquillità, tra dibattiti pubblici ed esibizioni di gruppi musicali di area.
Alcuni partecipanti al campo, peraltro, si recano a fornire manovalanza per la ripulitura del cimitero monumentale di Chieti.
- Infine per la cronaca, il 5/6/7 ottobre 2001 a Orvinio (RI) si è tenuto un autoproclamatosi "Quarto Campo Hobbit" gestito da transfughi del MS-FT e dall'associazione culturale Janus[7]

## Critiche
Nell'ambiente missino sono molte le voci critiche sull'esperimento rautiano. Sul Candido diretto da Giorgio Pisanò, Nicola Cospito nell'agosto 1978 emette una condanna senza appello; riferendosi al secondo Campo Hobbit scrisse: «Siamo sinceri. Chiunque abbia tra di noi un minimo di sensibilità politica ed operi da qualche tempo nel nostro mondo giovanile, ha trovato a Campo Hobbit esattamente quel che si aspettava, e cioè un ambiente vanamente rumoroso, superficiale, ignorante e, quel che è peggio, presuntuoso [...]». Sul fronte opposto invece Secolo d'Italia: «[...] Come tutte le cose nuove Campo Hobbit ha suscitato diffidenza e perplessità ma ha fatto anche gustare il sapore della novità. (...) è in atto e non può essere fermato, uno sforzo di crescita qualitativa della giovane destra, e questo sforzo non comporta il rinnegare le nostre tradizioni né ricalcare supinamente esperienze già fatte da altri.(...) In questo senso Campo Hobbit assume non certo il significato dell'imitazione quanto quello della sfida».

Nel rapporto n.9/2 dell'8 ottobre 1982 della Commissione Moro, nel paragrafo Aspetti psicopatologici del terrorismo "nero", si traccia una descrizione di tali campi: 

### Altre feste di partito
- Festa de l'Unità (PCI)
- Festa dell'Amicizia (DC)
- Festa dell'Avanti! (PSI)